# Slattery's Hurricane
 Slattery's Hurricane és una pel·lícula estatunidenca, d'André De Toth estrenada el 1949.

## Argument
Un expilot de l'última guerra vol fer diners fàcils i s'embarca en el tràfic de drogues. Amb probabilitats d'acabar molt malament, es redimeix en un huracà.

## Producció
Herman Wouk va tenir la idea de Slattery's Hurricane mentre investigava dades del temps pel seu futur premi Pulitzer, The Caine Mutiny. Després de publicar-la com a història curta a The American Magazine va lliurar la idea a la Twentieth Century Fox, i va ser encarregat per la Fox el gener de 1948 d'escriure una trama concisa i amb cos per un guió. Wouk, un incipient novel·lista, en comptes d'això va reescriure la història com a llibre, pel qual la Fox es va procurar els drets per fer una pel·lícula per 50.000 dòlars. Es van pagar 25.000$ addicionals per escriure el guió amb Richard Murphy. Els escriptors de la Fox A.I. Bezzerides, John Monks, Jr. i William Perlberg - tot i no sortir als crèdits - també va tenir funcions en el redactat del guió, que va ser acabat el setembre de 1948. La novel·la no va ser publicada fins al 1956. Tant Tyrone Power com Dana Andrews havien estat considerats pel paper de Slattery abans de Widmark.

## Repartiment
- Richard Widmark: Will Slattery
- Linda Darnell: Sra. Aggie Hobson
- Veronica Lake: Dolores Greaves
- John Russell: El tinent Hobson
- Gary Merrill: El comandant Kramer
- Walter Kingsford: R.J. Milne
- Raymond Greenleaf: L'almirall William F Ollenby
- Stanley Waxman: Frank
- Joe De Santis: Gregory
- Morris Ankrum: El psiquiatre